# شبکه مخفی زنان
شبکه مخفی زنان یک مجموعهٔ تلویزیونی ایرانی محصول سال ۱۴۰۱ در ژانر درام، کمدی و تاریخی به کارگردانی افشین هاشمی و تهیه‌کنندگی محمدحسن شانه‌ساززاده است. از جمله بازیگران اصلی سریال می‌توان به سیامک انصاری، مهدی هاشمی، لیلا حاتمی، شبنم مقدمی، باران کوثری، شقایق دهقان، امیرحسین رستمی، حمید فرخ‌نژاد و فرزانه نشاط‌خواه اشاره کرد. پخش این مجموعه از ۷ مرداد ۱۴۰۱ به صورت اختصاصی از نماوا آغاز شده‌است. بخش قابل توجهی از این سریال در باغ نگارستان و کاخ مسعودیه فیلمبرداری شده است.

## خلاصه داستان
وزارت فرهنگ و هنر در سال ۱۳۱۰ تصمیم به تشکیل کانون بانوان گرفته تا با تشکل‌های مشابه رقابت و سپس آن‌ها را حذف کند. میرزا محمود زنبورکچی کارمند عالی‌رتبه اداره سجل احوال، دعوت می‌شود تا در کنار دلبرجان تاجرباشی مسئولیت انتخاب اعضا و سپس فعالیت کانون را بر عهده بگیرد و...

## بازیگران
| بازیگر          | نقش                    |
| --------------- | ---------------------- |
| سیامک انصاری    | میرزا محمود زنبورکچی   |
| مهدی هاشمی      | مدبّرالملک              |
| لیلا حاتمی      | دلبرجان تاجرباشی       |
| شبنم مقدمی      | سلطان                  |
| شقایق دهقان     | بلور                   |
| مونا فرجاد      | مخمل                   |
| باران کوثری     | پروین اعتصامی          |
| باران کوثری     | وارتو طریان            |
| باران کوثری     | ایران تیمورتاش         |
| باران کوثری     | پرخیده                 |
| باران کوثری     | نصرت‌الملوک کاشانچی     |
| باران کوثری     | پری آقابایُف            |
| باران کوثری     | نیمتاج سلماسی          |
| باران کوثری     | سکینه پری              |
| باران کوثری     | گلی ممدقلی             |
| باران کوثری     | لیدا ماطاووسیان        |
| باران کوثری     | ماری کوری              |
| باران کوثری     | زینت جهانشاه           |
| رضا بهبودی      | صادق رضازاده شفق       |
| رضا بهبودی      | جهانگیرخان صور اسرافیل |
| رضا بهبودی      | محمدحسین لقمان ادهم    |
| رضا بهبودی      | مشکوة‌الدوله            |
| رضا بهبودی      | آنتوان سوریوگین        |
| رضا بهبودی      | رضا کمال شهرزاد        |
| رضا بهبودی      | خاچیک مادیکیانس        |
| رضا بهبودی      | یاور فرخزادی           |
| رضا بهبودی      | علی‌اکبر داور           |
| رضا بهبودی      | ویلیام شکسپیر          |
| رضا بهبودی      | ابراهیم مرادی          |
| رضا بهبودی      | پزشک احمدی             |
| رضا بهبودی      | علی پرتو اعظم          |
| رضا بهبودی      | ارنست امیل هرتسفلد     |
| رضا بهبودی      | ذبیح‌الله منصوری        |
| رضا بهبودی      | علی‌اکبر صنعتی‌زاده      |
| رضا بهبودی      | زیگموند فروید          |
| رضا بهبودی      | جبار باغچه‌بان          |
| رضا بهبودی      | کیخسرو شاهرخ           |
| رضا بهبودی      | سیدحسن رزاز            |
| رضا بهبودی      | ملک‌الشعرای بهار        |
| حمید فرخ‌نژاد    | محمدحسین آیرم          |
| احسان کرمی      | دکتر محمود حسابی       |
| احسان کرمی      | کلنل علینقی وزیری      |
| احسان کرمی      | محمدجعفرخان خادم       |
| فرزانه نشاط‌خواه | عمه‌جان تاجرباشی        |
| لیلی رشیدی      | صنوبر تاجرباشی         |
| به‌آفرید غفاریان | مهرو                   |
| یلدا عباسی      | شکربانو                |
| مجید جعفری      | تاجرباشی               |
| مانیا علیجانی   | پریوش                  |
| اصغر سمسارزاده  | علی‌قلی‌خان              |
| امیرحسین رستمی  | یاور مشار              |
| سیروس سپهری     | محررخان                |
| شهرام مسعودی    | الیاس                  |
| میلاد رمضانی    | کرم                    |
| زهرا موسوی      | پریزاد                 |
| روژانو ارجمند   | صاحب‌جان                |
| سارا مهدوی      | مه‌لقا                  |
| محمدرضا آزادفرد | برادر مخمل             |
| الهام شعبانی    | بی‌بی اشرف چلویی        |
| مرضیه بدرقه     | مچول خفته              |

## بازخورد
مدائن نویسنده و منتقد ، سریال را از بابت فیلم نامه ضعیف ، دیالوگ های گنگ و مصنوعی ، طنز غیرجذاب ، بازی ضعیف اکثر بازیگران ، شعارزدگی در محتوا و استفاده یک بازیگر در چند نقش ، مورد نقد قرار داد و در مقابل تیتراژ ، دکوپاژ ، موسیقی و گریم را مورد تحسین قرار داد. وقت صبح داستان سریال را فاقد کشش برای دنبال کردن دانست و عدم موفقیت در طنزپردازی را مورد نقد قرار داد. رضا توسلی در مووی مگ عنوان کرد :روایت سریال «شبکه مخفی زنان» با مشکلات عدیده ای روبروست. یکی از این مشکلات ساخت سریال با حال و هوای تئاتری است که با توجه به متن نه چندان خوب سریال، تبدیل به نقطه ضعف سریال شده است.بازی بازیگران غلو شده است. البته در این بین بازیگرانی مانند شقایق دهقان هم حضور دارند که بازی قابل قبولی از خود به نمایش گذاشته اند اما در مجموع، نحوه بازی گرفتن از بازیگران چندان متناسب مدیوم سریال نیست.جنس شوخی های سریال «شبکه مخفی زنان» قدیمی است و به سختی می تواند مخاطب امروز را بخنداند. 
دیجی‌کالامگ این سریال را اثری متفاوت دانسته و از آن به عنوان سریالی ساختارشکن یاد کرده‌است و ویژگی‌های متفاوت این سریال همچون کادربندی هشت میلیمتری، طراحی صحنه و لباس، نورپردازی و فیلمبرداری، عنوان‌بندی آغازین و پایانی را مورد تحسین قرار داد.

## حواشی

### نام تهیه‌کننده
در اطلاع‌رسانی اولیه سریال، جواد نوروزبیگی به عنوان تهیه‌کننده اثر معرفی شد؛ اما پس از پخش اولین قسمت، نام محمدحسن شانه‌ساز زاده به عنوان تهیه‌کننده در تیتراژ ذکر شده بود.

### کارکترپروین اعتصامی
در پی انتشار قسمت اول سریال و نقش‌آفرینی باران کوثری در نقش پروین اعتصامی، گریم و بازی باران کوثری و نیز حضور پروین اعتصامی با استقبال گسترده و بازخورد مثبت مخاطبان مواجه شد.

### حاشیه های بازیگران
پس از آغاز جنبش زن، زندگی، آزادی، برخی بازیگران و عوامل این سریال از جمله باران کوثری، شقایق دهقان، حمید فرخ‌نژاد، احسان کرمی، لیلی رشیدی با برداشتن حجاب از سر یا خروج از کشور و سخنان جنجالی، حواشی متعددی آفریدند اما آن‌چه پخش سریال را دچار مشکل کرد، محتوا و نامِ سریال بود که مستقیماً مشابهِ اتفاقاتِ جامعه بود.

### شعار زن ، قدرت ، شکوه
در جهان داستانی سریال و در زمان تشکیل کانون بانوان ، در این کانون شعاری بر روی تابلو نوشته شده بود "زن ، قدرت ، شکوه" که شعار مشهور اعتراضات سراسری ۱۴۰۱ یعنی شعار "زن ، زندگی ، آزادی" را در ذهن تداعی میکرد. این شعار سریال توجه مخاطبان را جلب کرد.

## توقیف
سریال شبکه مخفی زنان که پخش آن از ۷ مرداد ۱۴۰۱ شروع شد، به دلیلِ همزمانی با اعتراضات ۱۴۰۱ و همخوانیِ محتوا و نامِ سریال با اتفاقاتِ جامعه، در طول زمان انتشار بارها و بارها با بی‌نظمی در پخش و نهایتاً توقیف مواجه شد. پس از پخش قسمت بیستم در دی‌ماه ۱۴۰۱ ، پخش سریال متوقف و ۱۰ قسمت باقیمانده‌ی آن، به مدت بیش از شش‌ماه توقیف شد.
قرار بود این سریال در مرداد ۱۴۰۲ از توقیف خارج شده و پخش آن از ۲۰ مرداد ۱۴۰۲ از سر گرفته شود ولی به دلیل همزمانی با سالگردِ آغازِ اتفاقات، این سریال توسط ساترا دوباره توقیف شد. پخش مجدد سریال از ۱۶ آبان ۱۴۰۲ آغاز شد.